# Live at Koln - Gloria Theatre
Live at Koln - Gloria Theatre è il quinto EP del gruppo musicale britannico Muse, pubblicato il 24 settembre 2015 dalla Warner Bros. Records.

## Descrizione
Il disco è stato reso disponibile unicamente su Deezer e contiene quattro brani tratti dal concerto tenuto dal gruppo al Gloria di Colonia, concerto privato riservato a circa 600 persone.
L'esecuzione dal vivo di Reapers è stata in seguito inclusa come b-side del singolo stesso uscito nel corso del 2016.

## Tracce
Testi e musiche di Matthew Bellamy, eccetto dove indicato.
1. Psycho – 5:46
2. Supremacy – 4:58
3. Mercy – 3:58
4. Reapers – 5:59

## Formazione
Gruppo
- Matthew Bellamy – voce, chitarra
- Chris Wolstenholme – basso, cori
- Dominic Howard – batteria

Altri musicisti
- Morgan Nicholls – tastiera, percussioni (traccia 1)